# Brian Vickers

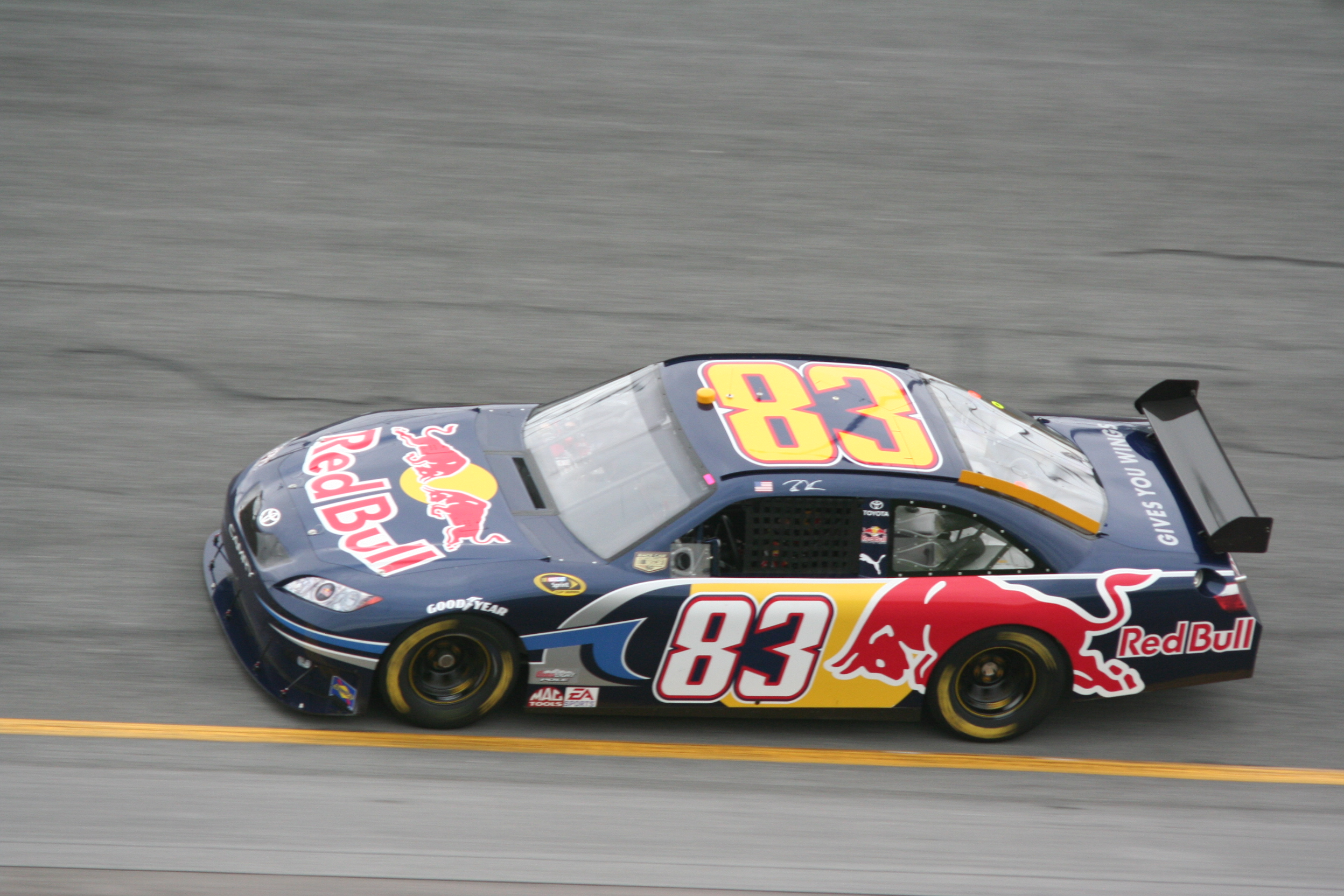
Vickers in zijn Toyota in 2008

Brian Lee Vickers (Thomasville (North Carolina), 24 oktober 1983) is een Amerikaans autocoureur.

## Carrière
Vickers ging in 2001 aan de slag in de Nationwide Series. In 2003 won hij de races op O'Reilly Raceway Park, Darlington Raceway en de Dover International Speedway wat voldoende was om het kampioenschap te winnen. Dat jaar debuteerde hij in de Sprint Cup om in 2004 fulltime aan de slag te gaan in deze raceklasse. Hij won zijn eerste race tijdens de UAW-Ford 500 op de Talladega Superspeedway in 2006 voor Hendrick Motorsports. In 2007 maakte hij de overstap naar Red Bull Racing. Na twee jaar zonder overwinning won hij in 2009 de Carfax 400 op de Michigan International Speedway en kwalificeerde hij zich voor de eerste keer in zijn carrière voor de Chase for the Championship, waar hij twaalfde en laatste eindigde. In 2010 reed hij elf races.

## Resultaten in de NASCAR Sprint Cup
Sprint Cup resultaten (aantal gereden races, polepositions, gewonnen races en positie in het kampioenschap)
| Jaar | Races | Polepositions | Overwinningen | Kampioenschap |
| ---- | ----- | ------------- | ------------- | ------------- |
| 2003 | 5     | 0             | 0             | 49e           |
| 2004 | 36    | 2             | 0             | 25e           |
| 2005 | 36    | 1             | 0             | 17e           |
| 2006 | 36    | 1             | 1             | 15e           |
| 2007 | 23    | 0             | 0             | 38e           |
| 2008 | 36    | 1             | 0             | 19e           |
| 2009 | 36    | 6             | 1             | 12e           |
| 2010 | 11    | 0             | 0             | 40e           |
| 2011 | 36    | 0             | 0             | 25e           |
| 2012 | 8     | 0             | 0             | 35e           |
| 2013 | 17    | 0             | 1             | -             |